# Crocidura panayensis
Crocidura panayensis is een spitsmuis uit het geslacht Crocidura die voorkomt op het Filipijnse eiland Panay. Van deze soort zijn in totaal vier exemplaren bekend. Het is de enige Crocidura op Panay, maar op het nabijgelegen Negros komt de waarschijnlijk verwante Negrosspitsmuis (Crocidura negrina) voor. Haar endemische status op Panay deelt C. panayensis met Crateromys heaneyi, Acerodon jubatus lucifer en een onbeschreven Apomys. C. panayensis is een middelgrote, donkere spitsmuis met een grote schedel en een lange staart. Uit een vergelijking met vijftien andere Crocidura-soorten blijkt dat het DNA van deze soort het meeste lijkt op dat van C. beatus, de enige andere onderzochte Filipijnse soort, C. brunnea uit Java en C. nigripes uit Celebes.
Deze soort is van vier exemplaren bekend, die van 2000 tot 2003 gevangen zijn in Sibaliw in de gemeente Buruanga, die op het bergachtige noordwestelijke schiereiland van Panay ligt. Deze locatie (11° 49′ NB, 121° 58′ OL) ligt in primair bergwoud op 450 m hoogte. De spitsmuizen waren een bijvangst in vallen die voor kikkers waren bedoeld.
C. panayensis is een middelgrote soort met een lange staart en een lange, puntige kop. Op de kop zitten vele voelharen, die tot 22 mm lang kunnen worden. Op de grote oren (6,5 tot 9 mm) zitten vele bruine haartjes. De bovenkant van het lichaam is donkerbruin, de onderkant wat lichter. Op de buik zijn de haren rond de 3 mm lang, op de rug 4,2 mm. De staart heeft ongeveer dezelfde kleur als de onderkant van het lichaam en de onderkant van de staart is slechts iets lichter dan de bovenkant. Op de tweede helft van de staart zitten lange borstelharen. De voeten zijn bedekt met korte donkere haren. De achtervoeten zijn kort en slank. Vrouwtjes hebben twee paren van mammae. De kop-romplengte bedraagt gemiddeld 70 mm, de staartlengte 60,75 mm, de achtervoetlengte 14,9 mm en de schedellengte 22,97 mm.